# Urtica fissa
Urtica fissa är en nässelväxtart som beskrevs av Ernst Georg Pritzel. Urtica fissa ingår i släktet nässlor, och familjen nässelväxter. Inga underarter finns listade i Catalogue of Life.